# Franz Wilhelm von Spiegel

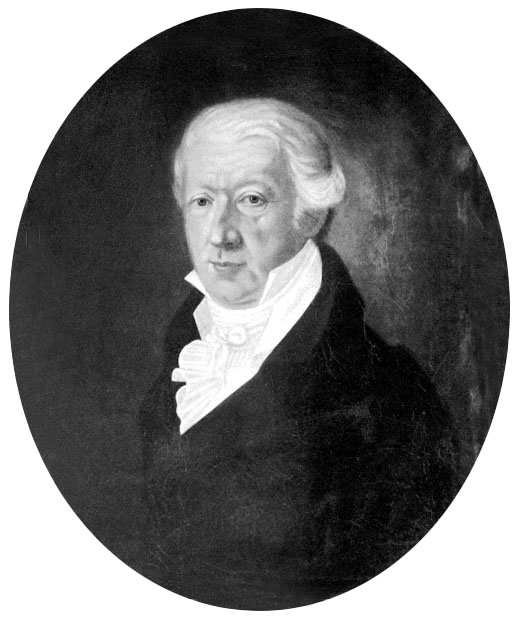
Franz Wilhelm von Spiegel

Freiherr Franz Wilhelm von Spiegel zum Desenberg (* 30. Januar 1752 auf Schloss Canstein (bei Marsberg); † 6. August 1815 ebenda) war ein westfälischer Adeliger, Anhänger der Aufklärung, Beamter und Minister des kurkölnischen Staates.

## Familie und Ausbildung
Franz Wilhelm von Spiegel stammte aus einer der führenden adeligen Familien des Herzogtums Westfalen. Sein Vater Theodor Hermann von Spiegel (1712–1779) war seit 1758 Landdrost und damit der höchste Vertreter des kölnischen Staates in dessen westfälischem Nebenland. Einer der Halbbrüder von Franz Wilhelm war Ferdinand-August (1764–1835), der spätere Erzbischof von Köln (ab 1825).
Anfangs wurde von Spiegel von einem Hauslehrer unterrichtet. Im Alter von zehn Jahren wurde er Page am Hofe des Kurfürsten Max Friedrich in Bonn. Seine Schulbildung erhielt Franz Wilhelm am dortigen Pageninstitut – einer Lehranstalt für den Adel des Kurstaates. Neben zahlreichen unqualifizierten Lehrkräften wurden die wissenschaftlichen Fächer von gebildeten Jesuiten betreut. Er studierte anschließend in Löwen und Göttingen vor allem Jura. Zu seinen Studienfreunden in Göttingen zählte auch der spätere preußische Reformer Freiherr vom Stein.
Während des Studiums wurde von Spiegel mit den Ideen der Aufklärung vertraut und war sogar kurze Zeit unter dem Namen „Franciscus Eques ab Unione“ aktives Mitglied einer Freimaurerloge. Im Jahr 1802 formuliert er nachträglich seine aufklärerische Grundposition, die für sein Wirken maßgeblich war. „Das, was bey fortschreitenden Verstande weder die Critik der reinen noch practischen Vernunft aushält, zerfällt in sich.“
Nach dem Studium wurde er 1775 zunächst Hofrat der Kurkölner Regierung in Bonn. Trotz Abneigung gegen den geistlichen Stand, bewarb sich der Aufklärer aus finanziellen Gründen um eine Domherrenstelle. Zum Nachweis eines theologischen Studiums begab er sich 1776 nach Rom. Im Anschluss an seinen Aufenthalt dort erhielt er die niederen Weihen und bekam eine Domherrenstelle in Hildesheim. Kurze Zeit später kam eine Domherrenstelle in Münster sowie die Weihe zum Subdiakon.

## Landdrost im Herzogtum Westfalen
Nach dem Tod seines Vaters (1779) bewarb sich von Spiegel mit Erfolg um dessen Position als Landdrost und entwarf im Sinne des Josephinismus eine Denkschrift zur Reform des Herzogtums: „Gedanken über die wahren Ursachen des Verfalls unseres Landes und über die Art, wie solchem abzuhelfen ist.“ Darin forderte er unter anderem eine gerechtere Steuerverteilung, staatliche Wirtschaftsförderungsmaßnahmen oder die Einrichtung von Elementarschulen. Zur besseren Organisation des Schulwesens wurde 1781 eine Schulkommission für das Herzogtum eingerichtet. Für einen (zumindest dem Titel nach) Geistlichen war der Vorschlag bemerkenswert alle Klöster und Stifte im Herzogtum aufzuheben und mit dem Erlös das Gymnasium Laurentianum in Arnsberg zu einer pädagogischen Musteranstalt zu machen.
Außerdem widmete er sich der Reform von Justiz und „Polizey“ in deren damaliger umfassender Bedeutung. Dazu gehörte auch der Bau eines „Zuchthauses“ in Arnsberg, dem späteren Sitz der preußischen Regierung und heutigem Verwaltungsgericht. Allerdings waren viele von Spiegels aufklärerischer Vorstöße wenig erfolgreich und stießen im Adel, dem Klerus und dem Bürgertum gleichermaßen auf Ablehnung. Einig war sich Spiegel mit den Ständen allerdings in dem Bestreben, die Eigenständigkeit des Herzogtums gegenüber den Ansprüchen Kurkölns zu wahren.

## Leitender kurfürstlicher Minister in Bonn

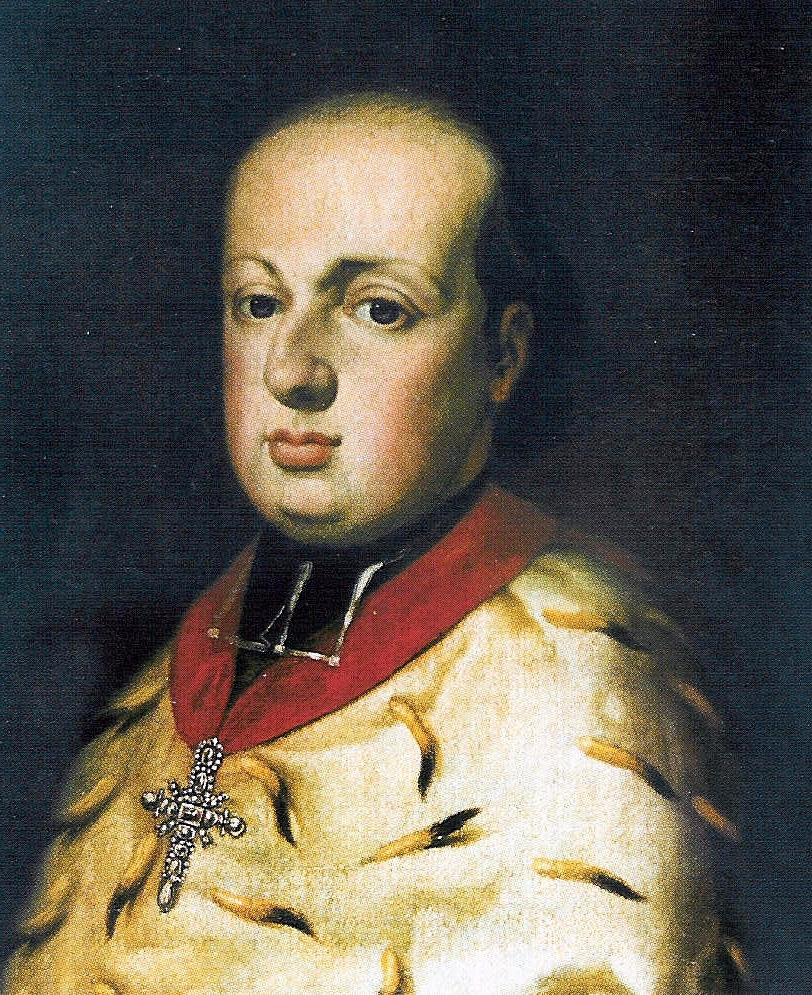
Maximilian Franz (Kurfürst von Köln)

Nach dem Amtsantritt von Kurfürst Max Franz wechselte Franz Wilhelm dann nach Bonn in die Regierung des Gesamtstaates. In dieser Eigenschaft fuhr er nunmehr einen klaren Kurs zur Ausdehnung der kurfürstlichen Rechte auch im Herzogtum Westfalen. Als Minister wurde er eine in ganz Deutschland bekannte und zeitweise gefeierte Persönlichkeit. Im Jahr 1786 wurde er als Präsident der Hofkammer so etwas wie der Finanzminister des Kurstaates. In dieser Eigenschaft hat er mit Erfolg die Unordnung in der Finanzverwaltung beseitigt. Dazu gehörte unter anderem auch die im Landesinneren des Herzogtum Westfalen liegenden Zollposten an die Grenzen zu verlegen. Ähnliche Zollreformen führte er auch für die Rheinschifffahrt ein. Ein weiterer Reformaspekt war die Neuordnung des Forstwesens in Westfalen. Von Spiegel trat auch für eine Reform des Bergamtes des Herzogtums Westfalen nach preußischem Vorbild ein. Außerdem kümmerte sich von Spiegel um eine Reform der Verwaltung des Kurstaates insgesamt. An die Stelle von adeliger Günstlingswirtschaft trat in Ansätzen die Einstellung von Hofräten nach Können und Bildung.
Durch die gleichzeitige Ernennung zum Hofakademierat wurde er außerdem zuständig für die Bildungs- und Kulturpolitik. Insbesondere in diesem Amt konnte er nunmehr aufklärerische Ideen umsetzen. Dazu gehörte eine Reform des Elementarschulwesens (Schulpflicht, Verbesserung der Lehrerausbildung usw.). Im Herzogtum Westfalen wurde der Pfarrer und Pädagoge Friedrich Adolf Sauer mit der Reform der Lehrerbildung betraut und durch die Einführung der sogenannten „Normalschulen“ ein Standard für das Elementarschulwesen geschaffen. Außerdem wurde mit den „Industrieschulen“ der Versuch unternommen, neben der normalen Schulbildung auch gewerbliche Kenntnisse zu vermitteln. Die Gymnasien in Arnsberg und Bonn erhielten neue Strukturen und die Bonner Akademie wurde zu einer Universität (1786) ausgebaut. Als Universitätskurator formulierte von Spiegel das Ziel der Gründung unmissverständlich: „der neuen Anstalt das Ziel setzt, die Aufklärung in den rheinisch-westfälischen Landen zum Siege zu führen!“
Damit konnte sich von Spiegel zwar der Zustimmung in der aufklärerischen Öffentlichkeit sicher sein, er stieß, trotz Unterstützung durch den Kurfürsten, damit aber auch auf erheblichen Widerstand vor allem im Kölner Domkapitel bis hin zur Kurie in Rom. Man warf Spiegel vor, Irrlehren und Unglauben an der Universität zuzulassen und warf ihm sogar „demokratische“ Tendenzen vor, obwohl sich von Spiegel eindeutig gegen die französische Revolution ausgesprochen hatte.

## Das Ende des Kurstaates und letzte Lebensjahre
Mit dem Beginn der Revolutionskriege wurde in Bonn eine Militärkommission gegründet, deren Vorsitzender von Spiegel wurde. Zwar kühlte sich die Beziehung zwischen Max Franz und von Spiegel deutlich ab, aber er blieb im Dienst des Kurstaats. Nach der Besetzung des Rheinlandes im Jahr 1794 gingen große Teile des Staatsgebiets allerdings verloren. Es bestand nunmehr überwiegend aus den westfälischen Landesteilen. Das Domkapitel wich nach Arnsberg und die Hofkammer nach Brilon aus. Nach dem Tod von Max Franz hatte von Spiegel seinen Einfluss auch im Reststaat weitgehend eingebüßt. Letztlich ohnmächtig musste er den Übergang des Herzogtums Westfalen an Hessen-Darmstadt mitansehen. Der Versuch, sich den neuen Herren mit einer Denkschrift zur Säkularisation der Klöster als Beamter zu empfehlen, war letztlich erfolglos.
Die Persönlichkeit von Spiegels war widersprüchlich. In Fragen von Religion und Bildung war von Spiegel ein bedeutender Aufklärer. In politischen Fragen war er allerdings konservativ. Nach der Aufhebung der westfälischen Landstände und einiger Adelsprivilegien durch die hessen-darmstädtische Regierung (1806) zeigte er sich empört.